# 穴吹夏次
穴吹 夏次（あなぶき なつじ、1909年7月29日 - 2000年10月24日）は、株式会社穴吹工務店元社長。地方の建築業者だった穴吹工務店を、全国展開のデベロッパーに成長させた。また、穴吹興産や学校法人穴吹学園の創業者でもある。

## 来歴
穴吹喜作と穴吹ムメの長男として、香川県高松市に生まれる。
1930年1月から家業の土木建築業に従事した。1937年3月に、川添村立川添青年学校の教官に就任する。
1940年6月に、京都府警察部で警察官となった。太平洋戦争中は軍に召集され、ウォレアイ環礁（メレヨン島）で終戦を迎えた。1945年10月に復員して、実父の建設業を継承した。
1961年1月に、穴吹工務店を株式会社に改組する。1964年5月に穴吹興産を設立して、代表取締役社長に就任した。子息の忠嗣（あなぶき興産社長を務めた）によると、穴吹工務店がありながら穴吹興産を創業したのは「資産三分割法」という考え方によるという。
1994年に穴吹工務店代表取締役会長となる。
2000年10月24日午後5時35分、高松市内の病院にて死去し、同年11月21日にサンメッセ香川にて穴吹工務店社葬、穴吹グループ合同葬が執り行われた。

## 栄典
- 勲五等瑞宝章（1983年）

## 人物
鯉を愛でる社長として知られ、鯉愛好者団体の会長も務めた。年末に配られたカレンダーは錦鯉の大きな写真が入った立派なものであった。「社長のコイは大正三色3千万」と若手社員に詠われることがあった。「鯉に恋するのは程々に、待遇を改善してください」との暗喩であった。

## 家族
2度結婚している。後妻は穴吹学園（穴吹カレッジグループ）元代表の穴吹キヌヱ。キヌヱも再婚者で、北京からの引き揚げ時に前夫を亡くしていた。
穴吹英隆（穴吹工務店元社長）、穴吹忠嗣（穴吹興産社長・穴吹カレッジグループ代表）は後妻の子息である。